# Ceroplastes communis
Ceroplastes communis är en insektsart som beskrevs av Hempel 1900. Ceroplastes communis ingår i släktet Ceroplastes och familjen skålsköldlöss. Inga underarter finns listade i Catalogue of Life.